# Zendmast Zygry

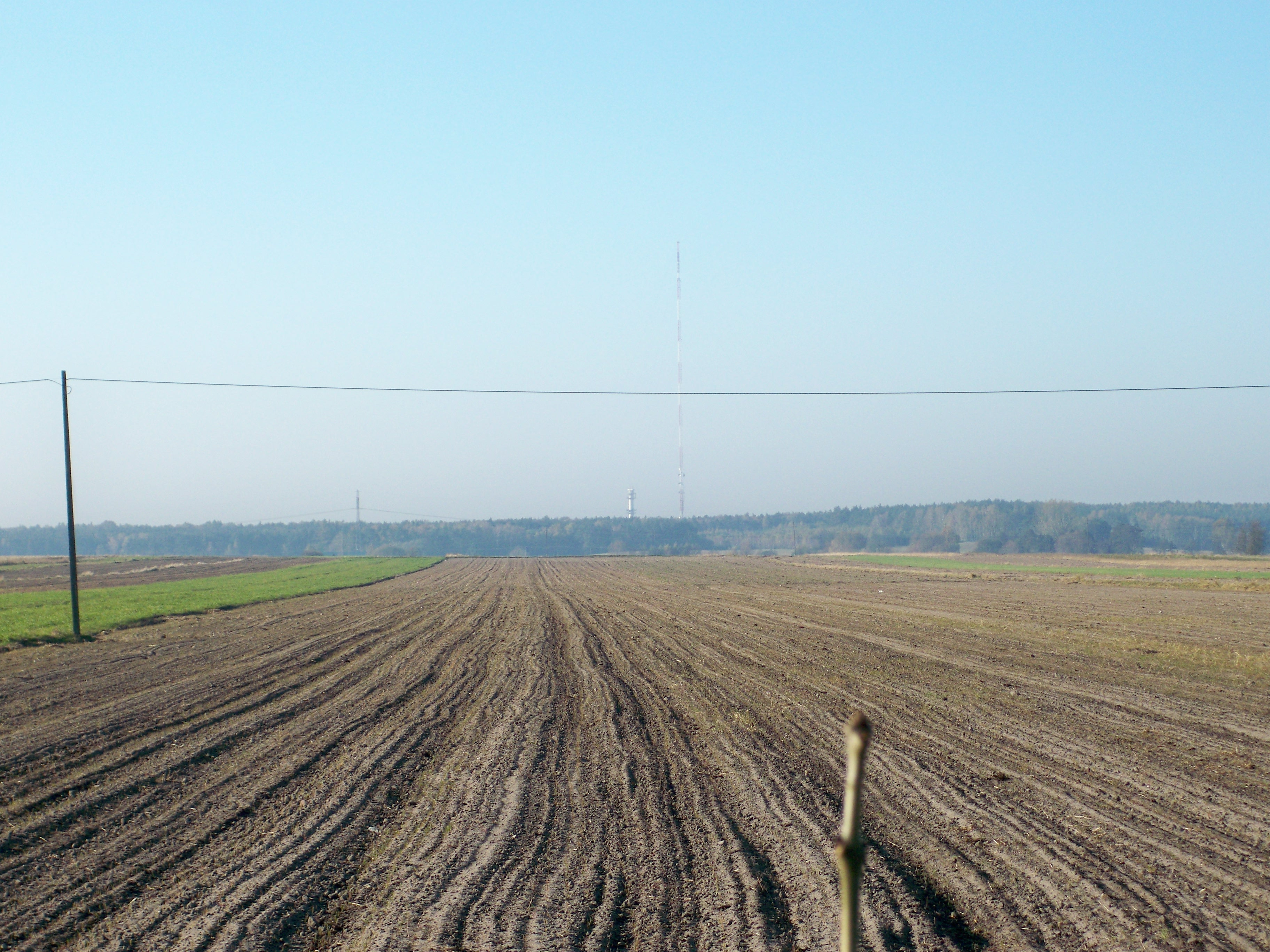
Zendmast Zygry

De zendmast Zygry is een 346 m hoge zendmast met spankabels voor de uitzending van FM- en televisieprogramma's in het Poolse plaatsje Zygry in de gemeente Zadzim, woiwodschap Łódź.
Hij werd gebouwd tussen 1970 en 1975. Sinds de instorting van de mast van Radio Warschau in 1991, is het de op twee na hoogste constructie in Polen.